# Madison Jeffries
 (janvier 2013).
Si vous disposez d'ouvrages ou d'articles de référence ou si vous connaissez des sites web de qualité traitant du thème abordé ici, merci de compléter l'article en donnant les références utiles à sa vérifiabilité et en les liant à la section « Notes et références ».
Pour les articles homonymes, voir Jeffries.
Madison Jeffries est un super-héros appartenant à l'univers de Marvel Comics, apparu pour la première fois dans Alpha Flight #16.

## Origine
Le vétéran de la guerre du Viet Nam Madison Jeffries et son ami handicapé Roger Bochs sont à l'origine du prototype Box. Le dernier ayant conçu les plans de l'armure ainsi qu'une première version mécanique, et le premier l'ayant construit grâce à ses pouvoirs mutants.
Jeffries et Bochs furent recrutés par Guardian au sein de la Division Gamma de formation. Il a eu une liaison avec Diamond Lil, également membre de la division Gamma. Cependant, il a été libéré avec le reste des équipes de formation lorsque le département H a été désengagé. Madison a travaillé sur une nouvelle version du robot Box avec Roger Bochs. Il a été capable de trouver ou de fabriquer un type spécial de métal vivant qui permettait à l’opérateur de fusionner dans l’armure plutôt que de la contrôler via la télécommande. Bochs et Jeffries devinrent officiellement membres de la Division Alpha par la suite.
Lors de sa carrière, Jeffries affronta Delphine Courtney, alors à la tête de la Division Oméga, puis, en se servant de l'armure Box, en se « glissant » à l'intérieur, son propre frère Lionel (le fou surnommé Scrambler), qui avait fusionné avec Roger Bochs pour former le monstre Oméga. Il récupéra l'armure et resta au sein de la Division Alpha. Il devint l'un des piliers de l'équipe et débuta une liaison avec Heather McNeil (Vindicator).
Il affronta le grand esprit Tundra en combat singulier, grâce à la masse de la base de Bedlam qu'il ajouta à son armure Box. Il fut ensuite atteint par un virus lancée par le Technomancer mais réussit à reprendre le contrôle. Plus tard, sa culpabilité dans la mort de son frère Lionel et de Roger Bochs le poussa inconsciemment à contrôler l'armure de Box pour s'auto-détruire, mais une fois de plus il retrouva la raison.
Il a continué à voir secrètement Lilian Crawley (Diamond Lil) et a finalement réalisé qu’il l’aimait et non Heather. Il a également aidé James Hudson lorsqu’il avait été capturé par la Roxxon. Lillian et lui se sont mis en retrait et se sont mariés. Lillian a tenté de l’empêcher d’utiliser le robot Box. Madison a finalement admis qu’il devenait accro à l’utiliser, et du côté aventurier.
Il disparut ensuite de la circulation pendant quelque temps. Il rejoint la Division Alpha après sa remise en service par le Département H mais n'utilise plus l'armure Box. Il fut enlevé par le Zodiaque lors de leur première mission. L'organisation criminelle lui fit subir un lavage de cerveau et il échoua, docile, sous le masque des Gémeaux (en binôme avec un robot Box modifié). Bien que Puck l’ait trouvé et démasqué, il semblait toujours penser que la Division Alpha était son ennemie.
Quand le Zodiaque fut vaincu par la Division Alpha (2e du nom), Jeffries fut reconditionné par le Département H. Le directeur Colcord de Weapon X fit de Jeffries son esclave mental et lui fit construire une armée de Boxbots pour garder le camp de concentration pour mutants Neverland. Le directeur fut trahi par son assistant Brent Jackson, et il réussit à s'enfuir grâce aux pouvoirs de Jeffries et d'Aurora.

### Dark Reign
Madison Jeffries fut l’un des rares mutants à conserver ses pouvoirs surhumains lors de l’événement M-Day.
À la demande de Cyclope, il aida les X-Men à créer une base flottante près de San Francisco (base qui fut nommée Utopia). Il a de plus intégré le Club-X, et est devenu un pilier de la nouvelle nation (il créa par exemple une prothèse pour Karma, celle-ci ayant perdu une jambe lors du crossover Second Coming.).
Madison, qui communiquait fréquemment avec les machines, a souligné qu’ils avaient déjà créé une machine temporelle pour aller dans le futur et a suggéré qu’ils pourraient obtenir un aperçu en modifiant les machines pour voyager dans le passé afin d’étudier "L’origine de l’espèce" ou ADN pré-mutant. La docteure Kavita Rao a suggéré d’étudier les parents d’un mutant de première génération, ce qui leur permettrait de voir quels indicateurs génétiques et excentricités auraient pu rendre possible un tel saut évolutionnaire.

### Utopiens
Quelque temps après le conflit entre les Vengeurs et les X-Men, après quoi Utopia a été abandonnée, Madison Jeffries fait partie des Utopiens, un groupe de mutants qui ont commencé à habiter les ruines de l’île.

### Krakoa
Le professeur X a promis qu’il n’y aurait pas de prisons sur Krakoa. Ayant enfreint la règle : "Pas de meurtres d'humain" , et en raison de sa nature violente, de son mépris répété et de longue date pour la vie et de sa résistance à suivre les ordres, Dents-de-sabre fut le premier condamné par le Conseil au Puits d’exil, où les mutants ne seraient plus sous la juridiction de l’humanité. Mais le puits accueillit cinq autres mutants: Nekra, Oya, Melter, Troisième Œil et Madison Jeffries. Celui-ci a enfreint la troisième loi du conseil silencieux de Krakoa : "Respect de la terre sacrée de Krakoa" pour avoir tenté de construire un environnement inorganique pour le robot Danger.
Une fois dans le puits, les prisonniers furent accueillis par un paysage infernal façonné par Dents-de-sabre, qui jusqu’alors en avait été le seul habitant. En fait, ce n’était pas une confrontation physique, mais une communion mentale, car les habitants du Puits étaient tous maintenus en stase par Krakoa. Dents-de-sabre a appris aux autres prisonniers à canaliser leur esprit à travers Krakoa et à se manifester en surface. Dents-de-sabre a finalement convaincu Cypher de le libérer pour éviter une rébellion. Cypher, ayant reconnu son erreur, rassembla Jeffries et les autres prisonniers, y compris les nouveaux prisonniers le Crapaud, le faiseur d'Orphelins et Nanny, et les envoya sur la piste de Dents-de-sabre pour le capturer.

### Exilés
Alors qu’ils étaient en compagnie de Madison Jeffries transformé en aéroglisseur, les Exilés ont traqué Dents-de-sabre jusqu’à un endroit appelé l'île Noble). L’île était un entrepôt pour les expériences ratées du Docteur Barrington. Lorsque le Troisième Œil a senti son arrivée, les Exilés ont pris des mesures contre la "Création" du docteur. Pendant le conflit, ils ont appris que des enfants mutants avaient été capturés et détenus à la station 4. Ne sachant pas qui étaient leurs amis ou leurs ennemis, les enfants ont pris peur et Madison Jeffries a été tué déchiré en deux par une main d'eau géante sortie de l'océan.

## Pouvoirs
- Madison Jeffries est un mutant qui possède le pouvoir mental de restructurer le verre, le plastique et le métal selon son imagination. C'est un technicien de génie, et il a ainsi conçu différents appareils et prototypes d'armures de combat, comme Box ou les boxbots.